# Avira
Avira GmbH je njemačka tvrtka koja proizvodi antivirusne računalne programe. Njezine antivirusne aplikacije bazirane su na sustavu AntiVir, znanom i kao "Luke Filewalker" (što je referenca na Lukea Skywalkera, lika iz Zvjezdanih ratova), koji postoji od 1988. godine, od kada postoji i tvrtka. Ime je iz estetskih razloga poslije promijenjeno u Avira. Avirin engine je licenciran u Ashampoo antivirusu, Ad-Awareu i Webroot WebWasheru.
Avira je jedan od najpopularnijih svjetskih antivirusnih programa, s preko 100 milijuna korisnika.
Avira GMBH je osnovala Zakladu Auerbach, koju vodi osnivač i CEO tvrtke, Tjark Auerbach. Zaklada se bavi dobrotvornim radom i podupire umjetnost, kulturu te razne znanstvene programe.

## Proizvodi
|                                        | Avira AntiVir Personal | Avira AntiVir Premium (Professional) | Avira Premium Security Suite |
| -------------------------------------- | ---------------------- | ------------------------------------ | ---------------------------- |
| AntiVir                                | Da                     | Da                                   | Da                           |
| AntiVir ProActiv                       | Ne                     | Da                                   | Da                           |
| AntiDialer                             | Da                     | Da                                   | Da                           |
| AntiRootkit                            | Da                     | Da                                   | Da                           |
| AntiPhishing                           | Da                     | Da                                   | Da                           |
| AntiSpyware i AntiAdware               | Da (od inačice 9)      | Da                                   | Da                           |
| WebGuard                               | Ne                     | Da                                   | Da                           |
| AntiDrive-by                           | Ne                     | Da                                   | Da                           |
| CD za spašavanje                       | Ne                     | Da                                   | Da                           |
| MailGuard (zaštita elektroničke pošte) | Ne                     | Da                                   | Da                           |
| Brzi poslužitelj za ažuriranja         | Ne                     | Da                                   | Da                           |
| AntiSpam                               | Ne                     | Ne                                   | Da                           |
| Vatrozid                               | Ne                     | Ne                                   | Da                           |
| Način za igranje                       | Ne                     | Ne                                   | Da                           |
| Avira Backup (Sigurnosno kopiranje)    | Ne                     | Ne                                   | Da                           |
| AntiBot                                | Ne                     | Ne                                   | Da                           |
| Roditeljske kontrole                   | Ne                     | Ne                                   | Da                           |
| Besplatan: da/ne                       | Da                     | Ne                                   | Ne                           |

### Avira 10
U beta testiranju Avire 10 može se pronaći 2 proizvoda:
- Avira Premium Security Suite 10
- Avira Professional 10 (u verziji 9 Premium)

Novo u verziji 10
U verziji 10, Avira je integrirala mnoga poboljšanja i dodala nekoliko novih stvari:
- Avira ProActiv

Avira ProActiv je tehnologija koja detektira prijetnje postupkom analize ponašanja programa, tj. ako se unutar programa događa nešto sumnjivo, Avira obavijesti korisnika da bi to mogla biti potencijalna prijetnja. Unutar ProActiva postoji i mogućnost blokiranja pokretanja određenih aplikacija i dodavanje iznimki. Postoji i mogućnost lažne detekcije (False positive), kao i detekcija legitimnih datoteka kao infekcija.
- Novo korisničko sučelje

Korisničko sučelje je potpuno redizajnirano, s novim glavnim prozorom i ikonama.
- Ograničavanje vremena u Roditeljskim kontrolama

Roditeljske kontrole sada imaju mogućnost ograničavanje vremena korištenja računala za određene korisnike.
- Poboljšanje Guard-a

Guard ima nov sustav detekcije dodan prijašnjem. Sada, kada je prijetnja detektirana, iako nije u bazi virusa, njoj se blokira pristup i Guard ju briše, ali prije toga kopira u karantenu.
- Podnožje e-mailova koje je provjerio MailGuard

Sada možete dodati opcionalno podnožje e-porukama koje je Avira provjerila.
Napomena: 24. ožujka 2010. godine Avira 10 je izašla. Svi koji koriste starije verzije bit će ažurirani na verziju 10.

## Vanjske poveznice
- Službena stranica (engl.)(njem.)(fr.)(šp.)(tal.)(rus.) (jap.)(port.)
- Avira AntiVir Personal - besplatni antivirus (engl.)
- Avirin tehno blog  Arhivirana inačica izvorne stranice od 10. siječnja 2010. (Wayback Machine) (engl.)
- Fondacija Auerbach (njem.)(engl.)
- Avira Beta  Arhivirana inačica izvorne stranice od 10. siječnja 2010. (Wayback Machine) (engl.)(njem.)